# Jagraon
Jagraon és una ciutat i municipalitat del Panjab, Índia, al districte de Ludhiana, a 16 km del riu Sutlej. Destaca el seu temple jainista. Al cens del 2001 consta amb 60.106 habitants (1868: 15.881; 1881: 16.873, 1901: 18.760).
Dins l'Imperi Mogol pertanyia als rais de Raikot; Ranjit Singh la va cedir el 1806 a Fateh Singh Ahluwalia. Sota els britànics fou capital d'un tahsil amb 1.050 km² i 158.767 habitants el 1881 i 184.765 el 1901. La municipalitat es va crear el 1867.